# Ronde van Japan 2019
De Ronde van Japan 2019 was de 22e editie van deze wielerwedstrijd die als meerdaagse koers werd verreden in de Japan. De start was in Sakai de finish in Tokio. Deze wedstrijd maakte deel uit van de UCI Asia Tour 2019.

## Etappe-overzicht
| etappe  | datum  | start         | finish        | afstand  | winnaar          | klassementsleider |
| ------- | ------ | ------------- | ------------- | -------- | ---------------- | ----------------- |
| Proloog | 19 mei | Sakai         | Sakai         | 2,6 km   | Atsushi Oka      | Atsushi Oka       |
| 1e      | 20 mei | Kioto         | Kioto         | 105 km   | Ayden Toovey     | Ayden Toovey      |
| 2e      | 21 mei | Inabe         | Inabe         | 127 km   | Benjamin Hill    | Benjamin Hill     |
| 3e      | 22 mei | Mino          | Mino          | 139,4 km | Raymond Kreder   | Benjamin Hill     |
| 4e      | 23 mei | Minamishinshu | Minamishinshu | 123,6 km | Federico Zurlo   | Benjamin Hill     |
| 5e      | 24 mei | Fuji          | Fuji          | 36 km    | Chris Harper     | Chris Harper      |
| 6e      | 25 mei | Izu           | Izu           | 122 km   | Pablo Torres     | Chris Harper      |
| 7e      | 26 mei | Tokio         | Tokio         | 112 km   | Kazushige Kuboki | Chris Harper      |

## Eindklassementen
| Plaats      | Naam              | Ploeg                    | Tijd      |
| ----------- | ----------------- | ------------------------ | --------- |
| Groene trui | Chris Harper      | Team BridgeLane          | 19u49'57" |
| 2           | Benjamín Prades   | Team Ukyo                | + 40"     |
| 3           | José Toribio      | Matrix Powertag          | + 51"     |
| 4           | Francisco Mancebo | Matrix Powertag          | + 1'02"   |
| 5           | Drew Morey        | Terengganu Cycling Team  | + 1'29"   |
| 6           | Sam Crome         | Team Ukyo                | + 2'03"   |
| 7           | Manabu Ishibashi  | Team Bridgestone Cycling | + 2'16"   |
| 8           | Marino Kobayashi  | Giotti Victoria-Palomar  | + 2'45"   |
| 9           | Adrien Guillonnet | Interpro Cycling Academy | + 3'25"   |
| 10          | Nariyuki Masuda   | Utsunomiya Blitzen       | + 4'01"   |
|             |                   |                          |           |
| 43          | Raymond Kreder    | Team Ukyo                | + 46'23"  |

| Plaats      | Naam             | Ploeg                    | Punten |
| ----------- | ---------------- | ------------------------ | ------ |
| Blauwe trui | Federico Zurlo   | Giotti Victoria-Palomar  | 87     |
| 2           | Kazushige Kuboki | Team Bridgestone Cycling | 80     |
| 3           | Raymond Kreder   | Team Ukyo                | 75     |

| Plaats    | Naam             | Ploeg                      | Punten |
| --------- | ---------------- | -------------------------- | ------ |
| Rode trui | Filippo Zaccanti | Nippo-Vini Fantini-Faizanè | 33     |
| 2         | Chris Harper     | Team BridgeLane            | 15     |
| 3         | Emil Dima        | Giotti Victoria-Palomar    | 12     |

| Plaats     | Naam             | Ploeg                   | Tijd      |
| ---------- | ---------------- | ----------------------- | --------- |
| Witte trui | Chris Harper     | Team BridgeLane         | 19u49'57" |
| 2          | Drew Morey       | Terengganu Cycling Team | + 1'29"   |
| 3          | Marino Kobayashi | Giotti Victoria-Palomar | + 2'45"   |

| Plaats | Ploeg                    | Tijd      |
| ------ | ------------------------ | --------- |
| 1      | Team Ukyo                | 59u37'53" |
| 2      | Matrix Powertag          | + 1'41""  |
| 3      | Interpro Cycling Academy | + 8'14"   |